# ستيفنز (فرجينيا)
ستيفنز (بالإنجليزية: Stephens City town, Virginia)‏ هي مدينة تقع بولاية فرجينيا في الولايات المتحدة. تبلغ مساحتها 6.36 كم2، وترتفع عن سطح البحر 232.86720000000003 م، بلغ عدد سكانها 1,829 نسمة في عام 2010 حسب إحصاء مكتب تعداد الولايات المتحدة وتصل الكثافة السكانية فيها 287.6 نسمة لكل كيلومتر مربع (744.9/ميل2).

## التركيبة السكانية
حدّد مكتب تعداد الولايات المتحدة بيانات التركيبة السكانية لستيفنز في تعداد الولايات المتحدة. في ما يلي، التركيبة السكانية حسب تعدادي 2000 و2010.

### تعداد عام 2000
بلغ عدد سكان ستيفنز 1,146 نسمة بحسب تعداد عام 2000، وبلغ عدد الأسر 500 أسرة وعدد العائلات 291 عائلة مقيمة في المدينة. في حين سجلت الكثافة السكانية 180.2 نسمة لكل كيلومتر مربع (466.7/ميل2). وبلغ عدد الوحدات السكنية 546 وحدة بمتوسط كثافة قدره 85.8 لكل كيلومتر مربع (222.2/ميل2).
وتوزع التركيب العرقي للمدينة بنسبة 89.88% من البيض و6.54% من الأمريكيين الأفارقة و0.44% من الأمريكيين الأصليين و1.57% من الأمريكيين ذوي الأصول الآسيوية و0.26% من الأعراق الأخرى و1.31% من عرقين مختلطين أو أكثر و2.01% من الهسبانيون أو اللاتينيون من أي عرق.
بلغ عدد الأسر 500 أسرة كانت نسبة 30% منها لديها أطفال تحت سن الثامنة عشر تعيش معهم، وبلغت نسبة الأزواج القاطنين مع بعضهم البعض 43.6% من أصل المجموع الكلي للأسر، ونسبة 10% من الأسر كان لديها معيلات من الإناث دون وجود شريك، بينما كانت نسبة 4.6% من الأسر لديها معيلون من الذكور دون وجود شريكة وكانت نسبة 41.8% من غير العائلات. تألفت نسبة 33.4% من أصل جميع الأسر من عدة أفراد يعيشون في نفس المنزل ونسبة 9.6% كانت تتألف من شخص يعيش بمفرده يبلغ من العمر 65 عاماً أو أكثر. وبلغ متوسط حجم الأسرة المعيشية 2.29، أما متوسط حجم العائلات فبلغ 2.97.
بلغ العمر الوسطي للسكان 35.6 عاماً. وكانت نسبة 23.7% من القاطنين تحت سن الثامنة عشر، وكانت نسبة 8.8% بين الثامنة عشر والرابعة والعشرين عاماً، ونسبة 32.5% كانت واقعةً في الفئة العمرية ما بين الخامسة والعشرين والرابعة والأربعين عاماً، ونسبة 23.8% كانت ما بين الخامسة والأربعين والرابعة والستين، ونسبة 11.1% كانت ضمن فئة الخامسة والستين عاماً فما فوق. يوجد لكل 100 أنثى 86.3 ذكر، ويوجد لكل 100 أنثى في الثامنة عشر من عمرها فما فوق 88.4 ذكر.
بلغ متوسط دخل الأسرة في المدينة 35,200 دولارًا، أما متوسط دخل العائلة فبلغ 41,827 دولارًا. وكان متوسط دخل الذكور 29,432 دولارًا مقابل 22,313 دولارًا للإناث. وسجل دخل الفرد الخاص بالمدينة 17,998 دولارًا. وكانت نسبة 6% من العائلات ونسبة 9.2% من السكان تحت خط الفقر، وكان من هؤلاء نسبة 7.6% تحت سن الثامنة عشر ونسبة 9.4% في الخامسة والستين من العمر وما فوق.

### تعداد عام 2010
بلغ عدد سكان ستيفنز 1,829 نسمة بحسب تعداد عام 2010، وبلغ عدد الأسر 743 أسرة وعدد العائلات 447 عائلة مقيمة في المدينة. في حين سجلت الكثافة السكانية 287.6 نسمة لكل كيلومتر مربع (744.9/ميل2). وبلغ عدد الوحدات السكنية 835 وحدة بمتوسط كثافة قدره 131.3 لكل كيلومتر مربع (340.1/ميل2).
وتوزع التركيب العرقي للمدينة بنسبة 85.07% من البيض و7.05% من الأمريكيين الأفارقة و0.11% من الأمريكيين الأصليين و1.80% من الأمريكيين ذوي الأصول الآسيوية و2.35% من الأعراق الأخرى و3.61% من عرقين مختلطين أو أكثر و7.33% من الهسبانيون أو اللاتينيون من أي عرق.
بلغ عدد الأسر 743 أسرة كانت نسبة 33.9% منها لديها أطفال تحت سن الثامنة عشر تعيش معهم، وبلغت نسبة الأزواج القاطنين مع بعضهم البعض 38.5% من أصل المجموع الكلي للأسر، ونسبة 14.4% من الأسر كان لديها معيلات من الإناث دون وجود شريك، بينما كانت نسبة 7.3% من الأسر لديها معيلون من الذكور دون وجود شريكة وكانت نسبة 39.8% من غير العائلات. تألفت نسبة 29.3% من أصل جميع الأسر من عدة أفراد يعيشون في نفس المنزل ونسبة 8.6% كانت تتألف من شخص يعيش بمفرده يبلغ من العمر 65 عاماً أو أكثر. وبلغ متوسط حجم الأسرة المعيشية 2.46، أما متوسط حجم العائلات فبلغ 3.06.
بلغ العمر الوسطي للسكان 33.8 عاماً. وكانت نسبة 24.1% من القاطنين تحت سن الثامنة عشر، وكانت نسبة 9.2% بين الثامنة عشر والرابعة والعشرين عاماً، ونسبة 31.5% كانت واقعةً في الفئة العمرية ما بين الخامسة والعشرين والرابعة والأربعين عاماً، ونسبة 24.3% كانت ما بين الخامسة والأربعين والرابعة والستين، ونسبة 10.9% كانت ضمن فئة الخامسة والستين عاماً فما فوق. وتوزع التركيب الجنسي للسكان بنسبة 47.2% ذكور و52.8% إناث.

## وصلات خارجية
- الموقع الرسمي